# K2-18b

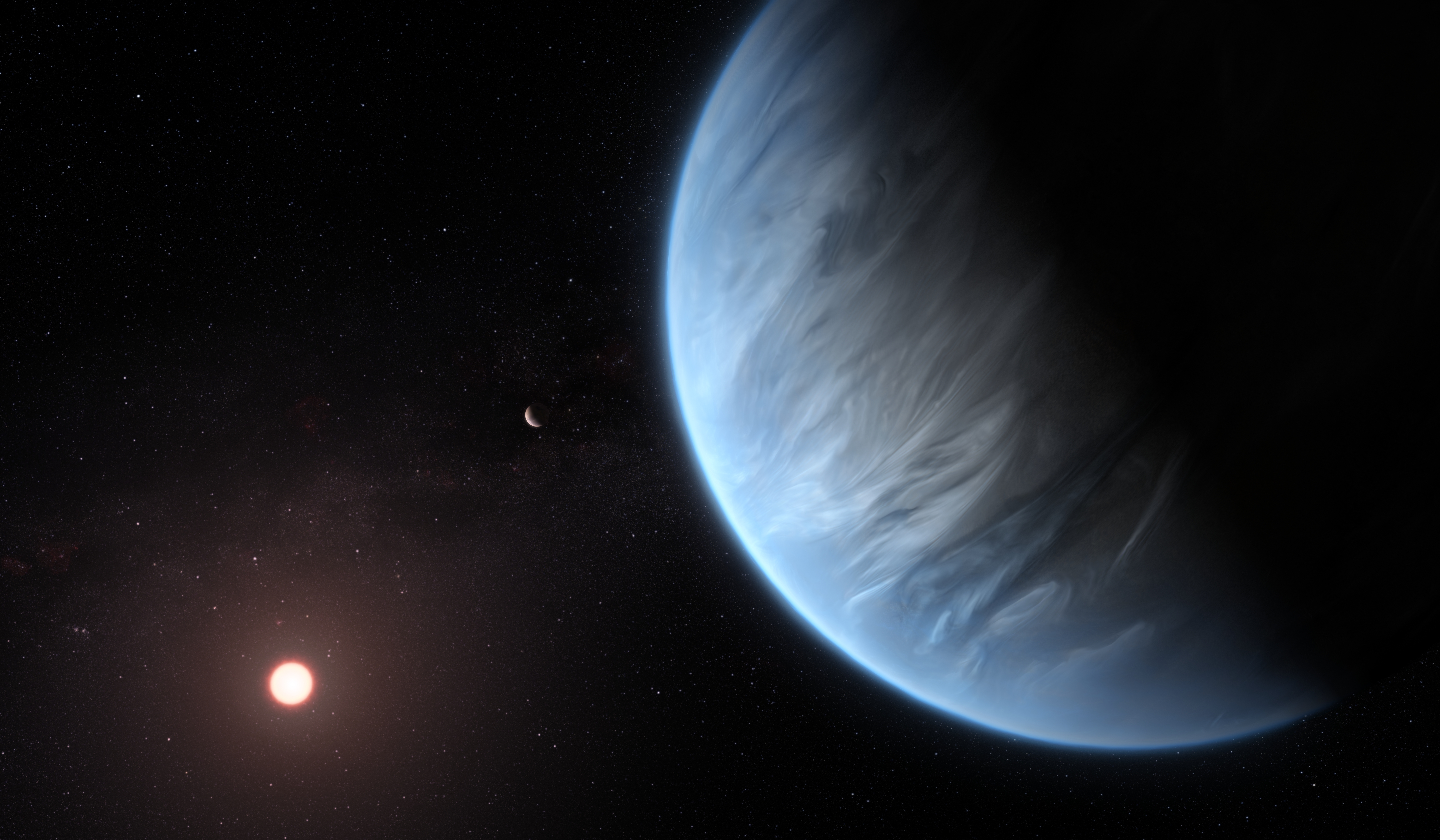
K2-18b 행성의 상상도

K2-18b는 지구에서 124 광년(38 파섹)떨어진 곳에 위치한 슈퍼 지구이다.

## 역사
2015년 발견되었다. 지구보다 8배 질량이 크다. 지구에서 124광년 (38 파섹) 떨어져 있다. 언론에서는 110 광년이라고 보도되었다. 중력이 지구보다 1.18배며, 0도에서 40도의 온도로 인간이 살기에 적합한 것으로 추정된다. 수증기도 관측되었다. 물이 있다는 것은 생명체가 살고 있거나 살 수 있다는 강력한 신호로 해석된다.
적색 왜성 K2-18 주위를 33일 주기로 공전하고 있다. 적색 왜성의 생명체 거주가능 영역에 행성이 위치해 있다.
모항성과 K2-18b 사이에 K2-18c라는 슈퍼지구로 추정되는 행성이 있다.

## 수증기
미항공우주국(NASA)등이 우주 공간에서 찾아낸 이른바 '제2의 지구(슈퍼 지구)'는 4,000개 이상이지만, 이중 대기에서 물의 존재가 확인되기는 이번이 처음이다.
2019년 9월 11일, BBC는 영국 유니버시티 칼리지 런던(UCL)의 연구팀이 지구로부터 약 124광년 떨어진 우주공간에 있는 외계행성 K2-18b의 대기에서 수증기를 찾아냈다고 보도했다. 연구팀은 허블우주망원경 관측 자료를 토대로 분석한 결과, K2-18b의 대기 중 최대 50%가 수분일 가능성이 있다고 한다.